# 平田大比屋
平田大比屋（ひらたうーふやぁ　生没年不詳）は琉球王国第一尚氏王統の頃の人物。

## 人物
父は初代国王の思紹、兄に二代国王の尚巴志らがいる。
南山との戦いの末戦死したと伝わる。                     
尚巴志は彼の功績を報いて長男の佐敷王子を平田之子と名乗らせ、彼の養子として継承させたと伝えられる。よって次男の尚忠が北山監守から三代国王に即位した。
子孫は孫氏平田家として続いた